# Jednotné číslo
Jednotné číslo (singulár, lat. [numerus] singularis, zkráceně sg.) je gramatická kategorie, která označuje skutečnost, že se jedná o jeden kus. Používá se jak u jmen (podstatné jméno, přídavné jméno, zájmeno), tak u sloves. Kromě jednotného čísla existuje množné číslo (tzv. plurál) a v některých jazycích i dvojné číslo (duál) pro označení dvou kusů (většinou u párů).

## Varianty
Existují také podstatná jména, která lze užít pouze v jednotném čísle (ovoce, zelenina, voda, déšť). Jedná se většinou o podstatná jména, která nazýváme látková (např. mouka), hromadná (např. obyvatelstvo) a většina abstrakt (četba, moudrost). V angličtině se označují latinským názvem singularia tantum (tantum = pouze). Opakem jsou podstatná jména pomnožná (pluralia tantum), např. lyže, brýle, dveře.

## Látková podstatná jména
Označují často nějakou látku, kterou není možné říci v množném čísle. Pro příklad lze uvést slovo voda. Mohu říci "vidím vodu", ale už nelze vyslovit "vidím dvě vody". Význam daného slovního spojení se najednou mění. Když vidím dvě vody, tak spatřuji dvě balení vody. Dvě balení vody však už znamenají něco jiného než voda sama o sobě. Množné číslo tudíž v tzv. čisté podobě neexistuje.

## Hromadná podstatná jména
Označují množství určitých věcí stejného druhu. Jako příklad lze uvést slovo obyvatelstvo. Mohu říct sice obyvatelstva, ale v praktickém užití to užít nelze. Dvě obyvatelstva vedle sebe neexistují a ani je nelze takto pojmenovat. Ve výjimečných případech se s tím však setkat můžeme.